# سافت‌کالت
سافت‌کالت (به انگلیسی: Softcult) گروهٔ موسیقی دونفرهٔ گرانج می‌باشد که توسط دوقلوهایی به نام‌های فونیکس و مرسدس آرن-هورن به‌وجود آمده‌است.